# Roversano
Roversano è una frazione del comune di Cesena. Comune autonomo fino al 1926, sorge 7 km a sud della città su un ripido colle immediatamente a destra del corso del fiume Savio.
Il colle porta il segno evidente di una grande frana storica, che ha lasciato un'estesa parete molto ripida in cui la vegetazione è quasi assente. 
L'abitato, del quale si conservano parti della cinta muraria, la porta di accesso e il castello in posizione sopraelevata a strapiombo sulla valle sottostante, è prossimo al bivio che porta a Cesena verso nord e a San Carlo verso sud-ovest, dove la via comunale Roversano confluisce nella strada statale Umbro-Casentinese.

## Storia
Castrum Roversani è un castello di origine medioevale sorto sul promontorio a 179 metri sul livello del mare. Posseduto originariamente da Ugo di Panico, fra il 1144 ed il 1160 venne ceduto alla chiesa di Ravenna. Successivamente passò a Federico Barbarossa, ad Ottone IV, a Gregorio IX e, nel 1275, al comune di Cesena. Per circa un secolo venne di volta in volta conquistato da Guido di Montefeltro, dai Malatesta, dalla Santa Sede, dagli Ordelaffi e nuovamente dai Malatesta (1415), che ne tennero il possesso fino al 1554 quando Papa Giulio III lo cedette in feudo a Cristoforo Cacciaguerra di Cesena. I Cacciaguerra lo tennero fino all'estinzione della linea diretta della famiglia, avvenuta con la morte dell'erede diciassettenne Perinto, il 5 maggio 1623.
Roversano fu istituito come comune forse fin dal 1600; è comunque certa l'annotazione storica che riporta il rifiuto del Comune di Roversano alla proposta di Napoleone I di estendere in più ampi confini l'area del comune. Il 22 marzo 1661 Roversano fu distrutto quasi completamente da un violentissimo terremoto.
Il comune, che costituiva un'enclave all'interno del territorio cesenate, comprendeva anche i borghi Castiglione e Taverna (che successivamente si salderanno nel popoloso abitato di San Carlo), adagiati nel fondovalle sulla riva opposta del Savio, dove fu trasferita la sede comunale dal 1892.